# William Seward Burroughs

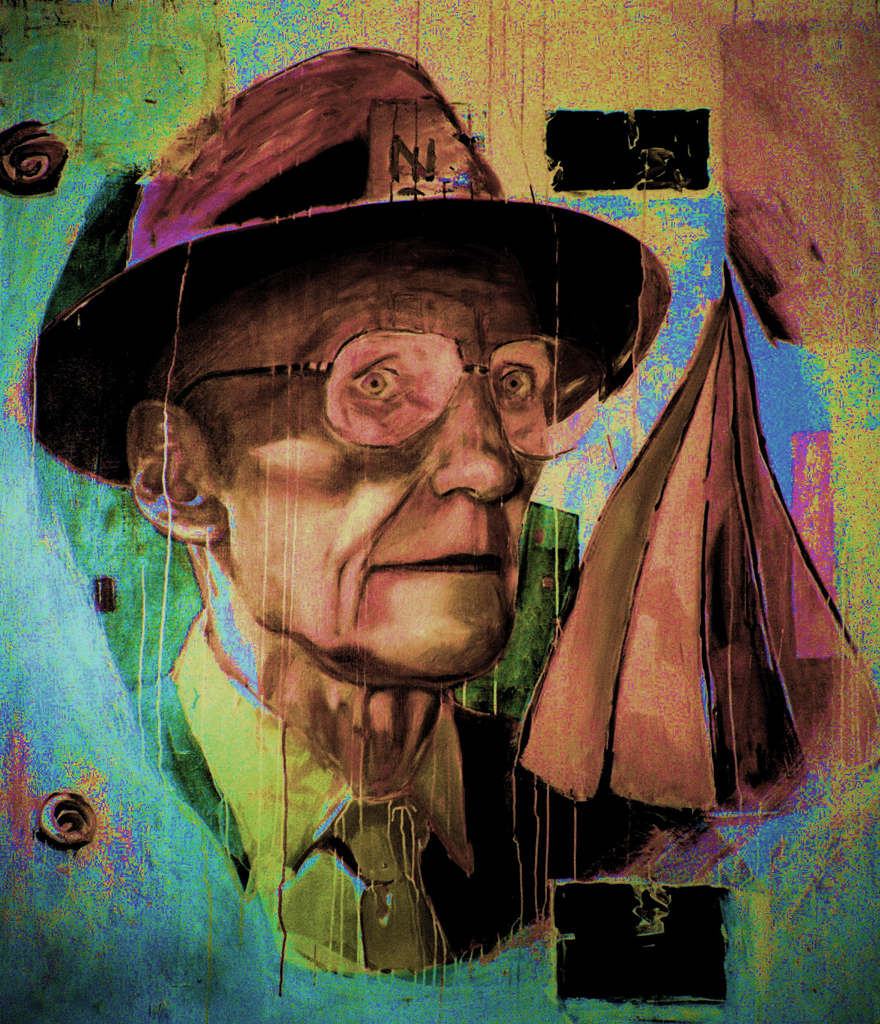

William Seward Burroughs II. (5. února 1914 St. Louis, Missouri – 2. srpna 1997 Lawrence, Kansas), obecně známý jako William S. Burroughs, člen American Academy of Arts and Letters a Commandeur de l'Ordre des Arts et des Lettres ve Francii, byl kultovní americký romanopisec, esejista, sociální kritik a malíř.
Byl duchovním otcem beat generation, zakladatelem kyberpunku, původcem pojmu heavy metal, vášnivým literárním experimentátorem a zatím posledním spisovatelem amerických dějin, jehož dílu hrozil zákaz další publikace. Až do své smrti byl klientem tzv. substituční metadonové léčby. Dlouholetá opiátová závislost se projevila na jeho částečně autobiografickém díle. Jeho nejvýznamnějším překladatelem do češtiny je Josef Rauvolf.

## Dětství a rané mládí
Burroughs se narodil 5. února 1914 jako mladší syn v dobře situované rodině v St. Louis, stát Missouri. Jeho dědeček, William Seward Burroughs I., založil Burroughs Adding Machine Co., později Burroughs Corporation, firmu držící patent na mechanickou pokladnu, postaru: krámskou kasu. Jeho matka Laura Hammon Lee (1888–1970) byla dcerou ministra pocházejícího z rodiny generála Roberta E. Lee, vedoucího jižanská vojska ve válce Severu proti Jihu. Otec Mortimer Perry Burroughs vedl starožitnictví – nejprve v St. Louis a poté v Palm Beach na Floridě 
.
Jako dítě trpěl úzkostnými stavy a halucinacemi. Ve věku čtyř let byl asi pohlavně zneužit partnerem své chůvy. Byla vzápětí propuštěna. Její styl vyprávění plný fantaskních příšer a prolínání reality s výmyslem se zřejmě promítl i v díle budoucího spisovatele.
Tvrdil, že v raném dětství jej nesmírně ovlivnila kniha You Can't Win amerického tuláka a zlodějíčka, který si přezdíval Jack Black. V té době páchal drobnou kriminalitu, vloupával se s kamarády do cizích domů, ale spíše pro radost z dobrodružství.
Navštěvoval základní John Burroughs School v St. Louis. Jeho první esej byl publikován v John Burroughs Review v roce 1929. Sám však jako své první dílo udával ztracenou povídku Biografie vlka.
Na přání rodičů pokračoval studiem na internátní The Los Alamos Ranch School v Novém Mexiku. Vojenský režim školy byl pro něj noční můrou. Jediné, co jej na škole bavilo, byl střelecký výcvik. Zde prožil svou první nenaplněnou lásku k chlapci. Matka nakonec vyslyšela jeho úpěnlivé prosby a ze školy jej vzala (podle jiných verzí byl z různě líčených důvodů vyloučen). Tehdy se jí podle vlastních slov svěřil se svou homosexualitou a matka tuto informaci přijala bez problémů.
Střední vzdělání ukončil na Taylor School v St. Louis v roce 1932.

### Harvard
Harvardské období přivedlo Burroughse do newyorské gay subkultury, kterou ale po celý život pohrdal („Z místnosti plné uječených buzíků na něj padala hrůza,“ napsal v autobiografické novele Teplouš). Navštěvoval však všechna tehdy vyhlášená místa – Harlem i Greenwich Village, tehdy ve společnosti zámožného spolustudenta Richarda Sterna. Ten se málem stal první obětí jeho posedlosti střelnými zbraněmi. Kulka z nezajištěného revolveru, která jej minula jen těsně, jakoby předjímala události příští.
V období harvardských studií vznikla další nedochovaná povídka Poslední záblesk soumraku (angl. Twilight's Last Gleaming), již napsal spolu s dávným přítelem ze školy Kellsem Elvinsem. Je to cynický příběh o potápějícím se Titanicu, ze kterého jako první utíká s revolverem v ruce kapitán převlečený za ženu. Tuto povídku nabídli časopisu Esquire, ale byli odmítnuti.
Promoval v roce 1936 v oboru anglická literatura a lingvistika. Byl vynikajícím znalcem Shakespeara, ze kterého byl schopen citovat nekonečné pasáže zpaměti. Jeho rodiče mu přiřkli výnos z majetků Cobbleston Gardens, což byla v té době nemalá suma, která mu umožnila žít nezávisle a potloukat se na hranici polosvěta, který ho po celý život fascinoval.

### Záchrana Židovky
Po ukončení Harvardu se Burroughs dále formálně nevzdělával, ačkoliv flirtoval s různými obory. Krátce studoval medicínu ve Vídni, ale pobyt v Rakousku byl spíše jedním homosexuálním večírkem. Kupoval si chlapce, navštěvoval sauny, žil v jednom víru, jehož divoký rytmus se později odrazil i na jeho tvorbě. Krátce pobýval i v Praze.
Ve Vídni se potkal také s Ilse Klapper, Židovkou utíkající před nacismem. Ačkoliv se téměř neznali, Burroughs se s ní navzdory protestům rodiny, obávající se finančních ztrát způsobených rozvodem, oženil v Chorvatsku, a umožnil jí tak získat americké občanství a vycestovat z Evropy. Záhy se rozvedli, ale dlouhá léta zůstali přáteli.

## Počátky beatu
Krátce po bombardování Pearl Harboru se v roce 1942 Burroughs přihlásil do armády. Byl však zařazen to pěchotní třídy 1-A, což jej silně frustrovalo. Matka využila své kontakty, aby jej dostala do tajných služeb: Burroughsovým velkým snem bylo stát se agentem nebo důstojníkem. Rozhodně ne pěšákem. Tento plán nicméně selhal poté, co se u výběrové komise střetl s bývalým vyučujícím z Los Alamos, s nímž se vzájemně nenáviděli. Řešením se nakonec ukázalo prohlásit jej za mentálně nezpůsobilého služby v armádě na základě předchozího psychiatrického nálezu. V roce 1940 si totiž Burroughs v zoufalém gestu z neopětované lásky uřízl po samurajském způsobu poslední článek malíku, což stačilo k určení diagnózy paranoidní schizofrenie.
Pět měsíců čekal v Jeffersonových kasárnách poblíž St. Louis na uznání služby neschopným a poté odcestoval do Chicaga. Zde vykonával – spíše pro zábavu – nejrůznější povolání, mj. barmana, ale i deratizátora, což se později odrazí v povídce Hubitel!.

### Narkomanie
Během chicagského období Burroughs propadl opiátové závislosti. Došlo k tomu téměř nepozorovaně: zakoupil pro další prodej od jakéhosi drobného zloděje větší množství vojenských morfiových syret na jedno použití. Většinu prodal a něco si nechal.
Do užívání morfinu jej (a Allena Ginsberga) zasvětil Herbert Huncke, kultovní postava beat generation .
Výsledkem byla těžká závislost. Třebaže Burroughs později chválil apomorfinovou léčbu, přízrak fetování jej nadosmrti nepustil, pokaždé skončil v relapsu. Užívání halucinogenů všeho druhu a příležitostnou konzumaci nejrůznějších psychofarmak vnímal jako součást procesu osvobozování mysli, faktem zůstává, že narkomanie byla jeho prokletím. Ve společnosti dvou přátel, Luciena Carra a Davida Kammerera, opustil Chicago a přesunul se do New Yorku.

### Joan Vollmerová
V roce 1944 začal Burroughs žít s Joan Vollmer-Adamsovou v bytě, který sdílel s Jackem Kerouacem a jeho první manželkou, Edie Parkerovou. Kerouac a Burroughs se dostali do problémů se zákonem kvůli křivému svědectví ve věci vraždy (Lucien Carr zabil v hádce Davida Kammerera). Burroughs v té době příležitostně prodával heroin a stále rostoucí potřebu peněz způsobenou návykem řešil i další drobnou kriminalitou, počínaje okrádáním opilců v metru a konče falšováním receptů na opiáty.
I Vollmerová užívala drogy – její návyk byl ale amfetaminového typu, užívala převážně Benzedrin. Její závislost a společnost, ve které se pohybovala, přiměly jejího manžela Adamse, aby se s ní neprodleně rozvedl. Tehdy se stala Burroughsovou manželkou. Novomanžel byl ale brzy zatčen v souvislosti s drogami a rozhodl se vrátit do St. Louis.
Drogy působily Vollmerové problémy psychotického rázu, byla jí odebrána dcera Julie a sama byly umístěna v psychiatrické léčebně. Poté, co si Burroughs odkroutil své „domácí vězení“ v St. Louis, vzal si ženu z léčebny. Brzy s ním otěhotněla. Jejich syn William Seward Burroughs III. (1947–1981) získal pod jménem Billy Burroughs jistou proslulost jako nadaný spisovatel a zemřel na následky užívání drog o šestnáct let dříve než jeho otec. Po jeho narození se rodina přestěhovala do New Orleans.

### Orgonová teorie
Přibližně v této době se Burroughs úzce sblížil s kontroverzním rakouským vědcem Wilhelmem Reichem a jeho orgonovou teorií. Reich byl psycholog a psychoanalytik prosazující myšlenku jakýchsi částic života, orgonů. Těmito orgony je podle něj nabita atmosféra, jedná se o částice životní energie.
I Burroughs měl jeden orgonový akumulátor na své zahradě. V roce 1947 začala americká FDA (Food And Drug Administration) Reicha vyšetřovat. Byl uvězněn na dva roky za obchod s orgonovými akumulátory. V srpnu 1957 byla většina jeho teoretických prací spálena policií. Teorie Wilhelma Reicha se Burroughs nikdy nevzdal.

### Zastřelení manželky
Po zatčení během domovní prohlídky, při které policie našla dopisy mezi ním a Allenem Ginsbergem týkající se obchodu s marihuanou, Burroughs utekl do Mexika a manželka ho následovala. Plánovali tam zůstat nejméně pět let, dokud nevyprší promlčecí lhůta.
V roce 1951 po návštěvě Bounty Baru v Mexico City Burroughs svou manželku Joan Vollmerovou před očima jejich syna zastřelil, když chtěl sehrát variaci na Viléma Tella a hodlal sestřelit z její hlavy šampusku. Došlo k tomu na večírku u Johna Halyho, Američana z Milwaukee. Tak to podal tisk, ale další den to Burroughs popřel a uvedl, že nabitá zbraň upadla na stůl a samovolně vystřelila.
Byl opět zatčen a očekával, že bude odsouzen za vraždu. Avšak jeho bratr zaslal značnou sumu pro nejlepšího dostupného právníka i mexické úřady, takže byl propuštěn na kauci už po třinácti dnech. Oficiální verze obhajoby zněla, že k výstřelu došlo náhodně při upadnutí zbraně. V situaci, kdy očekával výsledek balistické expertizy, uprchl Burroughsův advokát z Mexika kvůli problémům se zákonem (shodou okolností také zastřelil člověka). Burroughs se rozhodl celou věc „skončit“ a vrátit se do USA. V nepřítomnosti byl odsouzen za těžké ublížení na zdraví s následkem smrti ke dvěma letům vězení. Trest byl promlčen. Děti manželů Burroughsových byly svěřeny do výchovy prarodičům.

## Spisovatel
On sám později tvrdil, že smrt Joan byla tím, co z něj udělalo spisovatele: „Jsem nucen vyrovnat se s faktem, že bych se nikdy nestal spisovatelem, nebýt Joaniny smrti. Žiji ve stálé potřebě se opanovat. Joanina smrt mě přivedla do kontaktu se Zlým Duchem a vrhla mě do celoživotního zápasu, ve kterém nemám jiné cesty, než vypsat si svou cestu ven.“
Ve skutečnosti začal systematicky psát už v roce 1945, kdy spolupracoval s Kerouacem na tajemném románu And the Hippos Were Boiled in Their Tanks. Text byl publikován až po jeho smrti ve výběru Word Virus. Sám jej označoval za nepříliš zdařilé dílko. Obě raná díla, a sice knihy Teplouš a Feťák, prokazatelně napsal už před smrtí Joan.
Knihu Feťák publikovalo s četnými komentáři a upozorněním, že vydavatel ani vědecké autority se neshodují s názorem autora, nakladatelství Ace Original v roce 1953. Autor použil pseudonym William Lee. Teplouš byl publikován – zřejmě kvůli intimnímu obsahu – až v roce 1985.

### Faktualismus
Raný Burroughs používal metodu, kterou nazval faktualismus. Tvrdil, že čtenáře nezajímá nic jiného než fakta, resp. holé, na maximální možnou míru omezené sdělení. Tuto ranou lakonickou formu však opustil poměrně záhy. Po zastřelení manželky nakonec neodcestoval do USA, ale opačným směrem – do Brazílie, kde se potloukal mezi Indiány i podivnými euroamerickými ztroskotanci hledaje drogy, o kterých slyšel, že mohou probouzet telepatické schopnosti, stavy podřízenosti a další. Během této cesty Burroughs jednak načerpal obrovské množství metafor a obrazů, a současně v dopisech Allenu Ginsbergovi objevuje novou techniku psaní, techniku čísla. Korespondence byla publikována pod titulem Dopisy o yagé (San Francisco City Light Books, 1963). Číslo je v podstatě divoké povídání, prorocká zvěst a pábení, které popírá klasickou syžetovou formu kauzálních souvislostí.

### Brion Gysin a střihy
Burroughs však přesto stále cítil, že jeho psaní cosi chybí. Podle vlastních slov bylo další zlomovou událostí v jeho životě setkání s americkým malířem a spisovatelem Brionem Gysinem (1916–1986). Přes Řím odcestoval do Tangeru v Maroku a jeho proměna ze spisovatele v „možná jediného žijícího spisovatele, kterého lze označit za génia“ (Norman Mailer) se započala.
Brion Gysin, malíř, naučil svého přítele Burroughse metodu střihu. Napsané texty rozdělil na čtvrtky a tyto skládal k sobě – vznikala tak četná zaskakující slovní spojení, otevírala se brána k podvědomí. Burroughs, který jako lingvista po celý život cítil velkou nedůvěru k jazyku samotnému, cítě v něm prostředek ovládání a obávaje se kontroly lidského mozku skrze jazyk, přijal tuto metodu za svou. Kladl vedle sebe fragmenty, útržky konverzací, novinové články, citáty spisovatelů a motivy z vlastní tvorby a to vše smíchal v mozaiku bez zřejmé ústřední ideje. Často pak z celé stránky takto vzniklého textu použil třeba jen jednu větu. Jeho střihy se liší od klasických koláží a dada především v tom, že autor se nezříká kontroly nad výsledkem, nehledá poetiku nonsensu, hledá cosi nového, co racionálně posuzuje. V kombinaci s divokou obrazností, cynickým humorem, jazykovou výbavou zahrnující všechny úrovně angličtiny od shakespearovské až po jazyk ulice se tak rodí dílo, které nemá obdoby. Metoda střihu se měla stát prostředkem odtržení se od romantických představ, útlocitu, osobních asociací a pout k vlastním slovům.
Metoda střihu taktéž měla ohrozit to, čemu autor říkal ovládací mašinerie, tedy jakýkoliv politický systém, který pomocí represí a sociální hierarchie zajišťuje moc menšině a podrobení většiny – a tento stav se snaží zakotvit pomocí institucí jako policie, církev, vzdělání a masmédia. Burroughs tvrdí, že masmédia dokáží kontrolovat běh událostí různými metodami, např. zdůrazňováním a úpravami jistých informací, propagací či vybranou zábavou. „Stříhání“ pak znamená rozkouskování tohoto škodlivého vlivu, paralyzování síly těchto médií.
Přesto je nutné zohlednit, že střihu podobná metoda se vyskytuje v celé řadě děl už před Burroughsem a že s nimi obeznámen byl. Zárodky postupů, které ho proslavily, se v jeho díle objevují už před příchodem Briona Gysina, stejně tak před další známostí, které přikládal váhu, s Ianem Sommervillem.

### Nahý oběd
Ačkoliv Burroughs svůj marocký pobyt dramatizuje, lze předpokládat, že mu tam nic nechybělo a byl velmi spokojen, o čemž svědčí mimo jiné i to, že pozval syna, aby tam žil s ním. Nesnesli se ale, a Billy se vrátil do Palm Beach.
Tehdy vznikl monumentální rukopis Smečka slov (The Word Hoard), ze kterého byl ve spolupráci s Ginsbergem a Kerouacem vybrán text knihy Nahý oběd (a následně byly zbylé materiály použity v knihách Hebká mašinka (1961), Lístek, který explodoval (1962), a Nova Express (1963).
Narativní rovina je v Nahém obědě poprvé zcela rozbita. Jeho dějištěm je Interzóna, čili halucinovaně a s jízlivou nadsázkou pojatá mezinárodní zóna Tanger, do které se promítají v podstatě všechny krajiny, ve kterých Burroughs žil, i zcela fiktivní.
Poprvé lze mluvit o kompletní mytologii – v této mytologii jsou aplikovány feťácké zkušenosti podle způsobů hmyzí říše na lidi. Jednotlivé postavy na sebe mají drogové návyky, sadistické a kyberpunkové scény se prolínají s halucinovanou pornografií, lyrikou i sžíravou satirou. Burroughsovi příznivci mluví o proroctvích vyskytujících se v jeho textech. Nahý oběd poprvé publikoval majitel pornografického nakladatelství Olympia Press Maurice Girodia v roce 1959. Totéž nakladatelství zpřístupnilo světu Jamese Joyce i Vladimira Nabokova.
Kniha si získala značnou popularitu v intelektuálních kruzích Evropy ještě před tím, než se ji jako obscenitu pokusili zakázat v americkém státě Massachusetts. V roce 1960 Burroughs navštívil Londýn a navázal tam přátelství s Anthony Burgessem, pozdějším autorem slavné knihy Mechanický pomeranč. Během pozdějších londýnských pobytů patřil mezi Burroughsovy podporovatele (platil mu nájem) mimo jiné Paul McCartney ze skupiny The Beatles.
V roce 1966 Nejvyšší soud státu Massachusetts rozhodl, že Nahý oběd není obscenita, a takto se skončil poslední – a možná největší – proces v dějinách USA, kde na lavici obžalovaných seděla literatura.

### Teorie viru
„Představme si životní formu B parazitující na životní formě A,“ říká Burroughs v polovině padesátých let, a předjímá tak memetiku. Virus je mentální nákaza, možná mimozemského původu, šířící se prostřednictvím slov. Úkolem intelektuála je odhalovat působení tohoto mimozemského viru, pronásledovat jeho nositele a zastavit mimozemskou invazi. V Místě slepých cest Burroughs agituje s nesmírnou přesvědčivostí (Volvox Globator, 2001): „Nikdo z těch, kdo se přihlásí, nebude vyřazen. Nikdo se nemůže hlásit, dokud není připraven. Přes kopce a daleko, daleko, do Západních zemí. Kdokoliv se vám postaví do cesty, ZABIJTE HO. Tato planeta je trestaneckou kolonií a nikomu není povoleno ji opustit – na cestě ven proto budete muset zabíjet. Zabijte stráže a jděte.“ Na jiném místě téže knihy píše: „Jistěže, stále ale zůstávají bacilonosiči, nositeli viru. Jak lze ovládnout žlutou zimnici? Nejdřív je nutný vybít moskyty, jasný? A teďko poslouchejte, někteří bacilonosiči jsou silnější, než ostatní. Krucinál, jen se koukněte na Ježíše Krista. Jakožto nedílná součást Programu sráčocidy budou dominantní bacilonosiči zaměřeni a zabiti. Pánové, vy a frekventanti kurzu, kteří přijdou po vás, jste vybráni, abyste se stali elitou, řídícími mozky úžasných SS.“ 

### Role W. S. Burroughse
W. S. Burroughs, archanděl apokalypsy je pro beat generation tím, čím byla Gertrude Steinová pro ztracenou generaci – teoretikem jazyka. Očistil své vnímání a použil metodu střihu jako způsob objektivního reprodukování vlastního vědomí. Kritici často nechápali jeho přínos a posuzovali jeho knihy jako nepodařenou sci-fi. Marshall MacLuhan k tomu podotýká: „Je to jako kritizovat oděv a slovní projev člověka, který klepe na dveře, aby nás upozornil, že nám hoří střecha nad hlavou.“
Jakkoli obsah Burroughsova díla zůstane obscénní pro puritány, jeho poselství je přesto rozluštitelné a varující.

## Návrat do USA
V sedmdesátých letech se přestěhoval do New Yorku, kde mu Allen Ginsberg pomohl najít práci učitele tvůrčího psaní. Brzy navázal vztahy s celou řadou umělců, mezi jinými s Andy Warholem, Johnem Giornem, Patti Smith, Susan Sontag, Dennisem Hopperem, Terry Southernem a Mickem Jaggerem.
V téže době se stal členem scientologické církve, kterou záhy opustil. Jeho bezprecedentní kritika této církve a úvod napsaný ke knize Roberta Kaufmana Inside Scientology vyprovokovala dlouhou bitvu s příznivci scientologie (nazývané také dianetika) vedenou na stránkách časopisu Rolling Stone.
V roce 1981 zemřel na rakovinu jater jeho syn Billy, který byl poměrně dobrým spisovatelem. Krize vztahů mezi otcem a synem vyvrcholila v polovině sedmdesátých let, kdy Billy na otce zaútočil na stránkách magazínu Esquire. Popsal, jakým způsobem se otcovy způsoby podepsaly na jeho vlastním životě, a uvedl mimo jiné to, že byl v Tangeru sexuálně obtěžován otcovými přáteli. Otázku, nakolik jej k podobným tvrzením vedla narkomanie a potřeba vydělat peníze, nelze zodpovědět. Skutečností je, že například dcera Jacka Kerouaca se živila prostitucí a ani dalším lidem v blízkosti představitelů beat generation se dobře nevedlo. Navzdory všemu napsal W. S. Burroughs II. k souhrnnému vydání synova díla v roce 1993 doslov.
Koncem osmdesátých let se Burroughs stal kulturním gigantem ovlivňujícím nejširší škálu umělců, od hip hopových Disposable Heroes of Hiphoprisy přes Rolling Stones po skupinu Ministry. Účinkoval ve filmu Guse van Santa Drugstore Cowboy, kde hrál kněze závislého na drogách. Mezi jeho ctitele se počítal Bono Vox stejně jako skupina Sonic Youth nebo například Kurt Cobain. Účinkoval jako recitátor na CD Dead City Radio, psal texty k experimentálnímu albu The Black Rider Toma Waitse. V roce 1983 byl přijat do American Academy and Institute of Arts and Letters.

### Pozdní léta a pohřeb
Do města Lawrence v Kansasu se Burroughs přestěhoval v roce 1983 a dožil tam ve společnosti mnoha koček, které hrály značnou roli v jeho soukromé mytologii, a velkých demižonů laciné vodky z blízkého supermarketu. Zde se také začal realizovat jako malíř, když objevil techniku brokovnicové malby, která spočívala v tom, že vystřelil do plechovek s barvou před plátnem. Na sklonku svého života – ač je to k neuvěření – vydělával na svých obrazech více než na ostatních tantiémách.
Ve spolupráci s dalšími osobnostmi opiátové subkultury, mj. Nickem Cavem a Tomem Waitsem, publikoval v roce 1987 sbírku krátkých próz Smack My Crack, později vydanou jako mluvené album.
V roce 1991 natočil režisér David Cronenberg rozpačitou filmovou adaptaci Nahého oběda, se kterou sice nebyl spokojen ani Burroughs, ani jeho příznivci, která ale přesto vzbudila další vlnu zájmu o něj. O dva roky později vstupuje Burroughs do společnosti The Illuminates of Thanateros založené v roce 1978 britskými okultisty Rayem Shervinem a Peterem Carollem, vyznavačů magie chaosu.
Burroughs zemřel 2. srpna 1997 v 18.50 následkem srdečního selhání, ke kterému došlo předchozího dne, ve městě Lawrence ve státě Kansas. Duchovní cvičení tibetské školy Ňingma nad jeho tělem po čtyři dny prováděl jeho blízký přítel a básník John Giorno. 6. srpna kolem desáté hodiny se dostavili James Grauerholz a Ira Silverberg, aby připravili Burroughse na cestu do zásvětí.
Do rakve mu dali osmatřicítku s pěti náboji, neboť Burroughs tvrdil, že v žádné situaci nemůže být člověk dost ozbrojen, dávku heroinu, něco marihuany, zlatou minci do kapsy, na klopu řád francouzské i americké Akademie, vycházkovou hůl s kordem uvnitř, oblíbený klobouk, červený šátek, vestu, kterou dostal od Briona Gysina, a několik dalších předmětů včetně oblíbené propisovačky. Uložen byl do rodinné hrobky v Bellefontaine Cemetry v St. Louis ve státě Missouri na 38.690310° severní šířky a 90.231720° západní délky.
Několik měsíců po jeho smrti byly vydány Burroughsovy rané literární počiny pod názvem Word Virus (editory se stali Grauerholz a Silverberg). Vydání sbírky časopiseckých dílek z pozdního období pod titulem Evil River se neustále odkládá.

## Výběr z díla

### Romány a jiné dlouhé prózy
- A hroši se uvařili ve svých nádržích (And the Hippos Were Boiled in Their Tanks; napsáno 1945, vydáno 2008; česky 2009)
- Feťák (Junkie; 1953; česky 1992, 2002 a 2011)
- Teplouš (Queer; napsáno 1951–1953, vydáno 1985; česky 1991 a 2004)
- Nahý oběd (Naked Lunch; 1959; česky 1994, 2003 a 2011)
- Hebká mašinka (The Soft Machine; 1961; česky 2019)
- Lístek, který explodoval (The Ticket That Exploded; 1962; česky 2019)
- Dead Fingers Talk (1963)
- Nova Express (Nova Express; 1964; česky 1994 a 2019)
- The Last Words of Dutch Schultz (1970)
- Divocí hoši (The Wild Boys: A Book of the Dead; 1971)
- Port of Saints (1973)
- Blade Runner (a movie) (1979)
- Města rudých nocí (Cities of the Red Night; 1981; česky 1999)
- Ohyzdný duch (Ghost of Chance; 1991; česky 1995)
- Místo slepých cest (The Place of Dead Roads; 1983; česky 2001)
- Západní země (The Western Lands; 1987; česky 2004)
- Škola mého života: Kniha snů (My Education: A Book of Dreams; 1995; česky 1998)
- Kočka v nás (The Cat Inside; 1992; česky 2002)

### Ostatní
- Interzóna (Interzone; 1989; česky 2018)
- Hubitel! (Exterminator!; 1973; česky 1997)
- Ah Pook Is Here (1979)
- Tornado Alley (1989)
- The Burroughs File (1984)
- The Third Mind (1977)
- Dopisy o Yage (The Yage Letters, 1963; česky 1991)
- Poslední slova (Last Words, 2000; česky 2002)